# Soemerische spreuken
Het boek spreuken van de Bijbel is zeker niet de eerste verzameling wijsheden in de vorm van een spreuk in de geschiedenis. Verzamelingen spreuken vormen een belangrijk onderdeel van de Soemerische literatuur en zij bleven populair onder de latere Akkadiërs, Babyloniërs en Arameeërs. 
Enige voorbeelden:
in een stad zonder waakhonden is de vos de opzichter
wie veel zilver heeft mag gelukkig zijn
wie veel graan heeft mag blij zijn
 maar wie niets heeft kan tenminste slapen!
een veldfles is 's mans leven
een schoen is 's mans oog
een vrouw 's mans toekomst
een zoon 's mans toevlucht
een dochter 's mans redding
een schoondochter 's mans duivel
een schrijver die geen Soemerisch kent, wat voor schrijver is dat?